# Palominos
Palominos es una villa peruana ubicada en el distrito de Tambogrande, perteneciente a la provincia y departamento de Piura, al norte del Perú. 

## Ubicación
Palominos se ubica al noreste de la provincia de Piura, en el distrito de Tambogrande, en el departamento de Piura.

## Demografía
En 2017 Palominos tenía una población de 2309 habitantes.
| Gráfica de evolución demográfica de Palominos entre 1993 y 2017 |
|                                                                 |
| Fuentes: Población 1993 y 2017                                  |